# قضاء أم الجمال
قضاء أم الجمال قضاء يقع محافظة المفرق في الأردن. ينتمي القضاء للواء البادية الشمالية الذي يضم 4 أقضية. معظم سكان القضاء من عشيرة المساعيد.  يبلغ عدد سكان القضاء حوالي 40 ألف منهم 10 آلاف لاجئ سوري.